# Columbus Crew
A Columbus Crew egy amerikai labdarúgócsapat, melynek székhelye az Ohio állambeli Columbusban található. A klubot 1994-ben alapították és az Major League Soccer-ben szerepel.
Az észak-amerikai bajnokságot 3 alkalommal, 2008-ban, 2020-ban és 2023-ban nyerte meg. A klub hivatalos színei: a sárga–fekete.

## Sikerlista
- MLS
  - Bajnok (3): 2008, 2020, 2023

- US Open Cup
  - Győztes (1): 2002

- Campeones Cup
  - Győztes (1): 2021
  - Döntős (1): 2024

- Leagues Cup
  - Győztes (1): 2024

## Játékoskeret
2025. április 7. szerint.
| #  |     | Poszt | Név                                                  |
| -- | --- | ----- | ---------------------------------------------------- |
| 1  | GUA | K     | Nicholas Hagen                                       |
| 2  | ARG | V     | Andrés Herrera (kölcsönben a River Plate csapatától) |
| 4  | FRA | V     | Rudy Camacho                                         |
| 6  | USA | KP    | Darlington Nagbe                                     |
| 7  | FRA | KP    | Dylan Chambost                                       |
| 8  | HUN | KP    | Gazdag Dániel                                        |
| 10 | URU | KP    | Diego Rossi                                          |
| 13 | USA | KP    | Aziel Jackson                                        |
| 14 | USA | KP    | Amar Sejdić                                          |
| 16 | USA | KP    | Taha Habroune                                        |
| 18 | DEN | V     | Malte Amundsen                                       |
| 19 | CAN | CS    | Jacen Russell-Rowe                                   |

| #  |     | Poszt | Név                  |
| -- | --- | ----- | -------------------- |
| 20 | USA | KP    | Derrick Jones        |
| 21 | UKR | V     | Jevhen Cseberko      |
| 23 | ALG | KP    | Mohamed Farsi        |
| 24 | USA | K     | Evan Bush            |
| 25 | USA | KP    | Sean Zawadzki        |
| 26 | FIN | KP    | Lassi Lappalainen    |
| 27 | USA | CS    | Maximilian Arfsten   |
| 28 | USA | K     | Patrick Schulte      |
| 29 | USA | KP    | Cole Mrowka          |
| 31 | CPV | V     | Steven Moreira       |
| 41 | BLR | K     | Sztanyiszlav Lapkesz |
| 48 | USA | V     | Cesar Ruvalcaba      |